# Acroceras gabunense
Acroceras gabunense är en gräsart som först beskrevs av Eduard Hackel, och fick sitt nu gällande namn av Clayton. Acroceras gabunense ingår i släktet Acroceras och familjen gräs. Inga underarter finns listade i Catalogue of Life.